# Sekundäre Darlegungslast
Die sekundäre Darlegungslast ist ein Begriff aus dem deutschen Zivilprozessrecht.
Muss eine Partei eines Zivilprozesses tatsächliche Umstände beweisen, die zu dem ihrem Einblick entzogenen Bereich des Prozessgegners gehören, so entstehen ihr erhebliche Beweisprobleme, da Beweisermittlungs- und Ausforschungsanträge im Zivilprozess nicht zulässig sind. Materiellrechtliche Auskunftsansprüche bestehen nur in bestimmten Bereichen. Eine Umkehr der Beweislast ist in solchen Fallgestaltungen systemfremd, eine prozessuale Aufklärungspflicht der nicht beweisbelasteten Prozesspartei lehnt die zivilgerichtliche Rechtsprechung ab. Nach der zivilgerichtlichen Rechtsprechung ist vielmehr an dem Grundsatz festzuhalten, dass keine Prozesspartei verpflichtet ist, dem Gegner die für den Prozesssieg benötigten Informationen zu verschaffen. Nach dieser Rechtsprechung ist lediglich im Einzelfall zu prüfen, ob es dem Prozessgegner, der im Gegensatz zu dem außerhalb des maßgeblichen Geschehensablaufs stehenden Darlegungspflichtigen die wesentlichen Tatsachen kennt, im Rahmen seiner Erklärungslast nach § 138 II ZPO ausnahmsweise zuzumuten ist, dem Beweispflichtigen eine prozessordnungsgemäße Darlegung durch nähere Angaben über die betreffenden, zu seinem Wahrnehmungsbereich gehörenden Verhältnisse zu ermöglichen. Werden andernfalls grundrechtlich geschützte Positionen einer Prozesspartei vereitelt, ist eine derartige Abstufung der Darlegungslast sogar verfassungsrechtlich geboten. Dies ändert nichts an der Beweislast, sondern soll eine Entscheidung des Zivilgerichts nach Beweislastgrundsätzen gerade verhindern. Um eine unzulässige Ausforschung zu vermeiden, muss der unstreitige oder der zu beweisende Vortrag des Beweispflichtigen greifbare Anhaltspunkte für seine Behauptung liefern. Hat der Gegner daraufhin substantiiert erwidert, trifft den Behauptenden die volle Beweislast.
Aus der sekundären Darlegungslast kann sich auch eine Pflicht zu Nachforschungen ergeben. Es gibt aber keine Pflicht zur Benennung von Zeugen oder zur Mitteilung deren ladungsfähiger Anschrift, denn hier geht es bereits um Beweisführung und gegebenenfalls Beweisvereitelung. Es gibt unter diesem Gesichtspunkt auch keine Pflicht zur Vorlage von Urkunden und anderen Unterlagen. Darf eine Prozesspartei nach § 138 ZPO eine gegnerische Tatsachenbehauptung mit Nichtwissen bestreiten, entfällt ihre sekundäre Darlegungslast.

## Beispiel
Ein Filmverleih führt einen Schadensersatzprozess wegen eines Films, der von dem Anschluss des Beklagten auf eine illegale Tauschbörse eingestellt wurde. Der Filmverleih genügt seiner (primären) Darlegungslast, indem der klägerische Filmverleih dartut, dass das Hochladen von dem Anschluss des Beklagten aus geschah. Genügt aber der Beklagte seiner sekundären Darlegungslast, indem er seinerseits dartut, dass eine andere Person, die Zugang zu dem Anschluss hatte, den Film in die illegale Tauschbörse eingestellt haben könnte, muss nun wieder der klägerische Filmverleih den Vollbeweis führen, dass den Beklagten das Verschulden an der Urheberrechtsverletzung trifft. Der beklagte Anschlussinhaber muss dabei aber nicht selbst ermitteln, wer der tatsächliche Täter war.
Einen Fahrzeughalter trifft eine sekundäre Darlegungslast, wenn ihn ein privater Betreiber eines unentgeltlichen Parkplatzes auf ein „erhöhtes Parkentgelt“ in Anspruch nimmt. Der Halter muss darlegen, wer im jeweiligen Zeitpunkt als Führer des Fahrzeugs in Betracht kam, um seine Fahrereigenschaft wirksam zu bestreiten.